# 小南海站
小南海站是位于重庆市大渡口区跳磴镇南海村的一个铁路车站，邮政编码401325。有成渝铁路和小西铁路经过该站，车站及其上下行区间均已电气化。车站距离重庆站33公里，隶属成都铁路局，是三等站。车站目前办理客运业务，每日有一对重庆至内江的慢车停靠，不办理货运业务，并承担重庆铁路枢纽车底外放工作。此外车站驻有重庆供电段小南海接触网运行工区等单位。
车站于1952年随成渝铁路建成通车，当时站内设有2条股道。同年决定修建的川黔铁路在本站出岔，线路经过车站西侧的螺旋式引桥连接白沙沱长江大桥，1959年12月通车，同时车站站场于1960年扩建至7条股道。1972年起铁路部门修建人和场重庆西站连接成渝铁路和川黔铁路的南疏解线（小西铁路），于1980年建成通车:311,321:84。
新白沙沱长江大桥上跨本站站场。2019年4月24日新桥下层兴珞铁路通车后，本站至珞璜区间路轨拆除。未来成渝铁路重庆至江津区间将实施增建二线工程，本站作为中间站之一届时将停靠重庆至江津的市郊列车。

## 图片

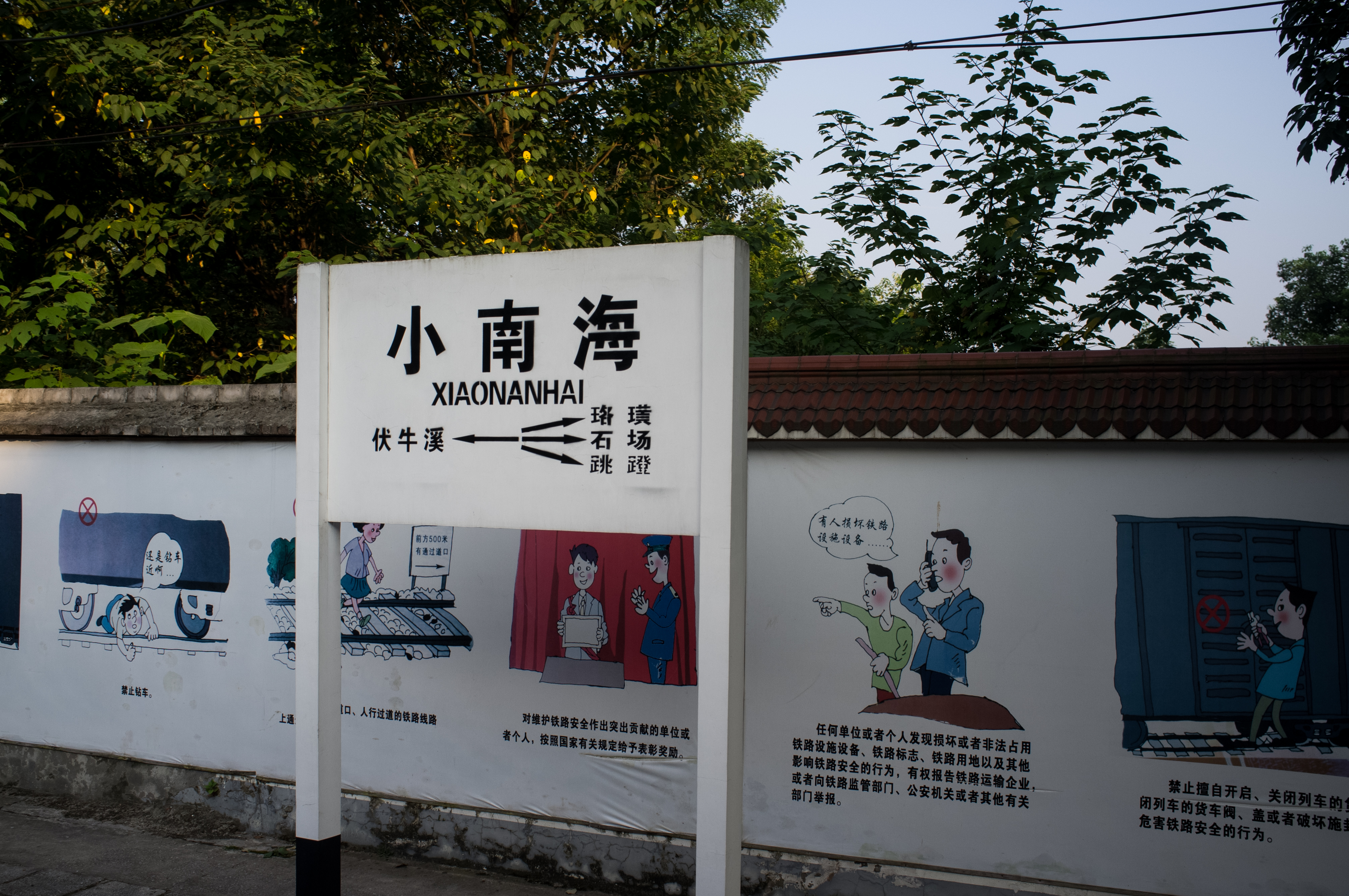
车站站牌（2016年）
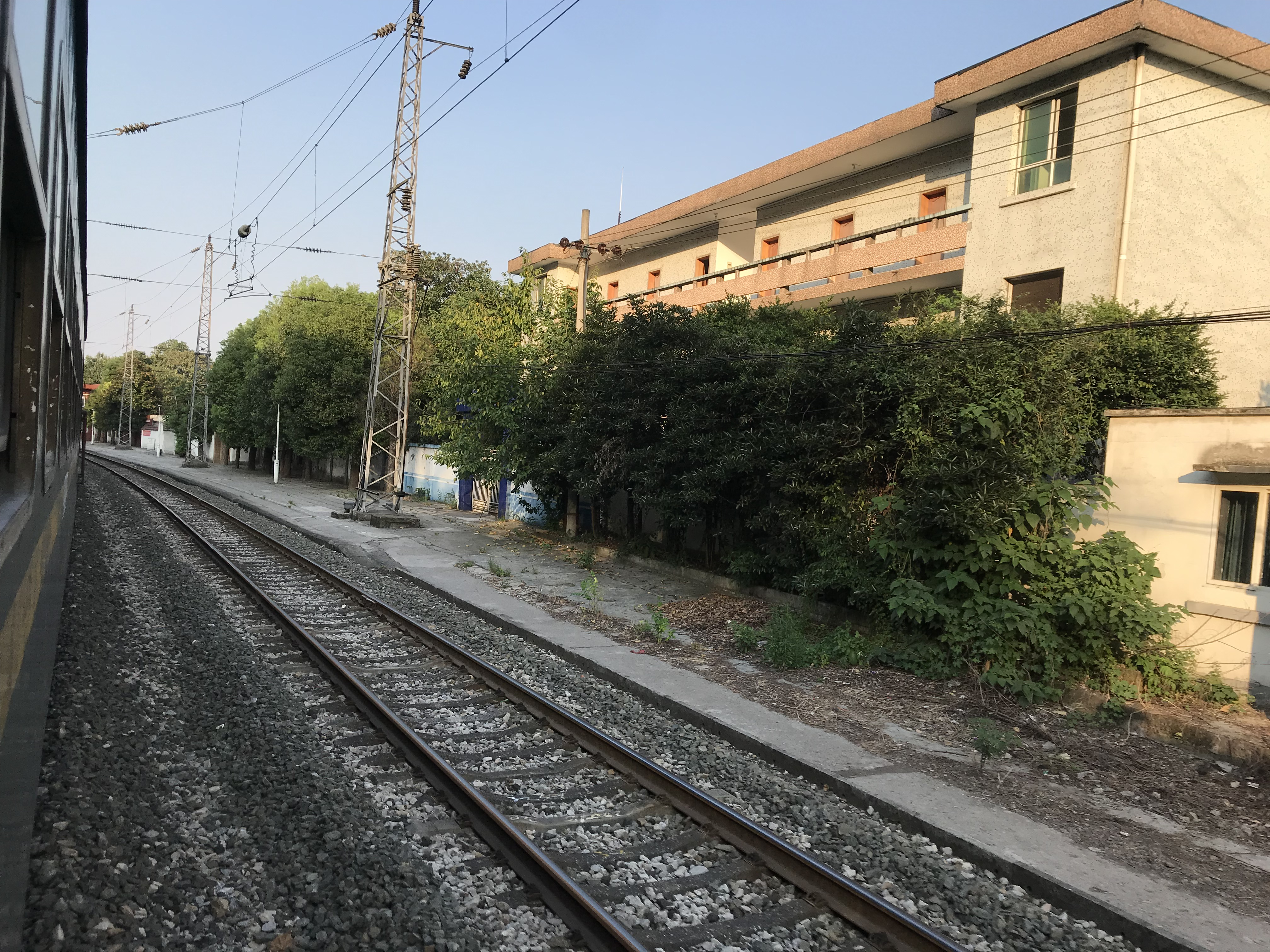
车站站台及附属建筑
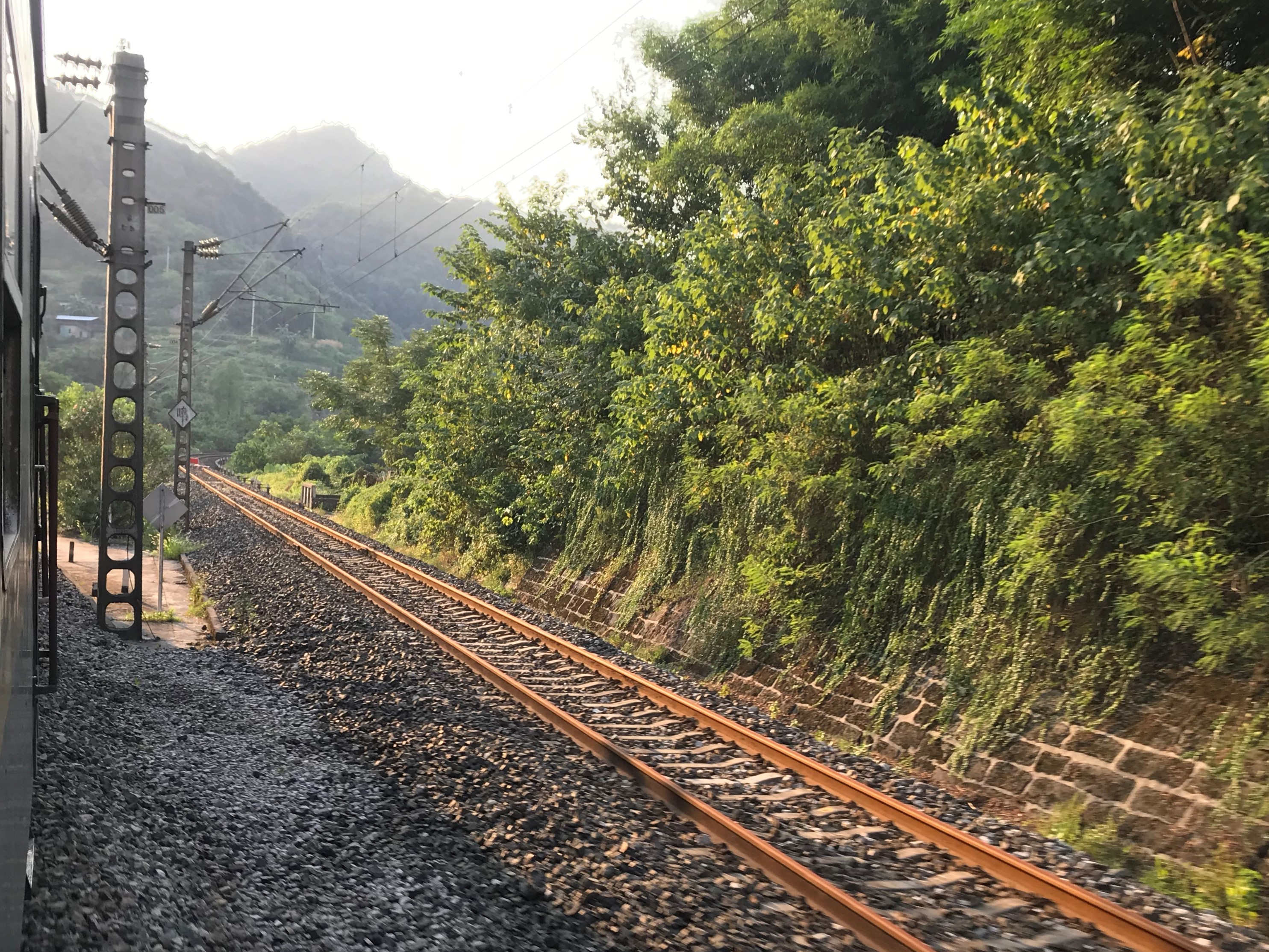
车站西侧原白沙沱长江大桥引桥
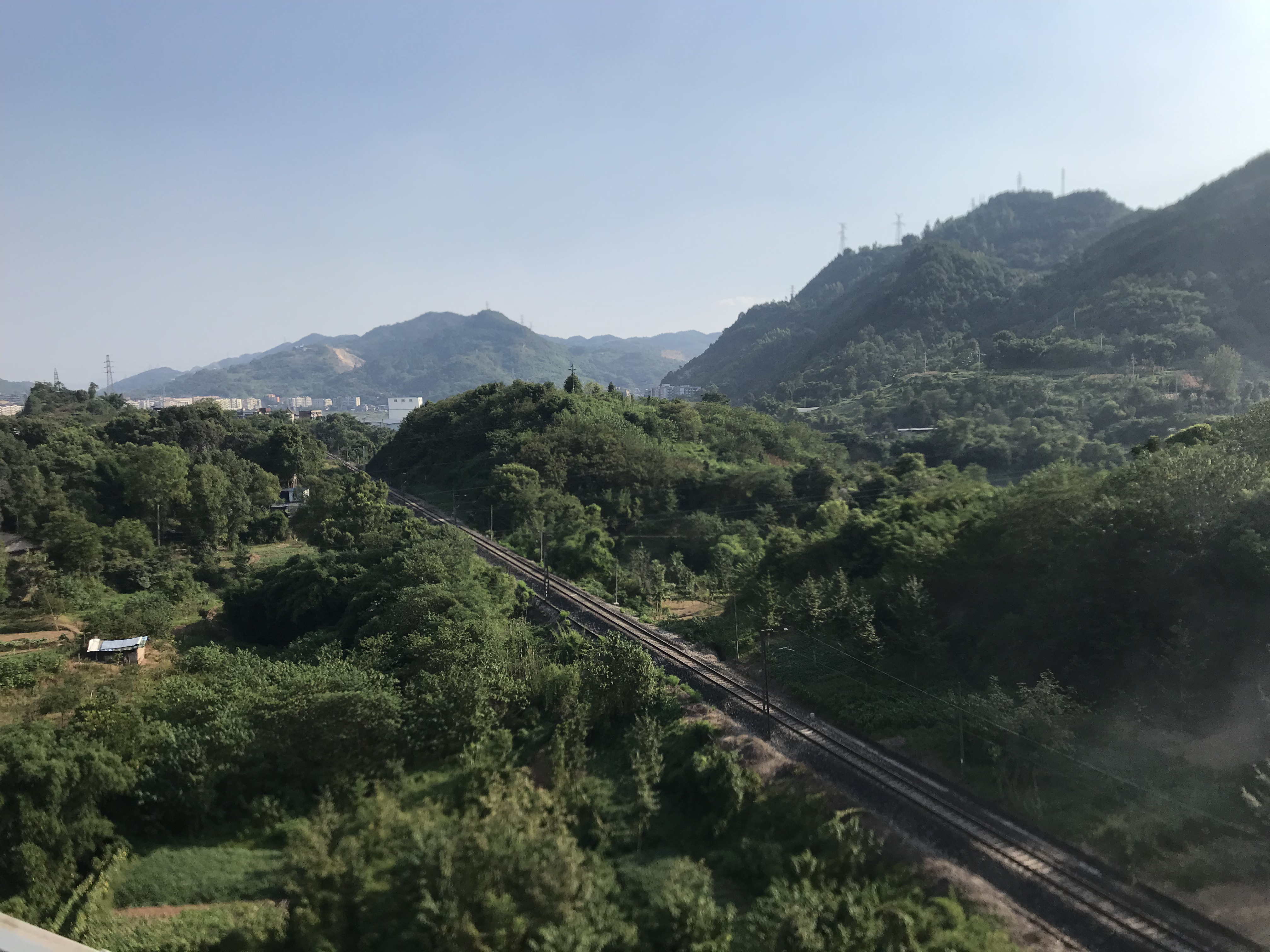
车站附近的小西铁路